# Dienstonderscheiding van de Rijksarbeidsdienst

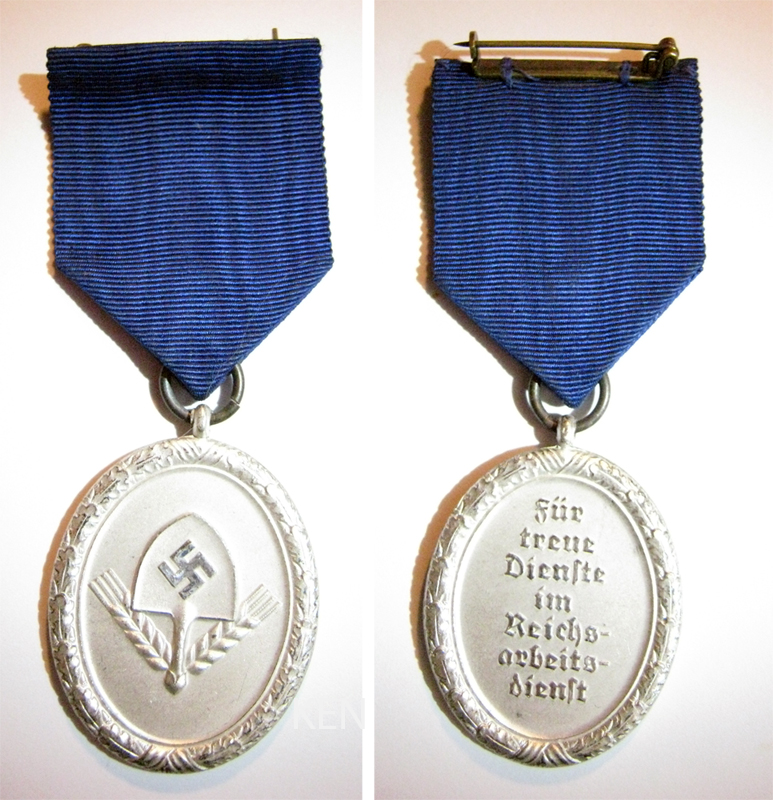
Zilveren medaille

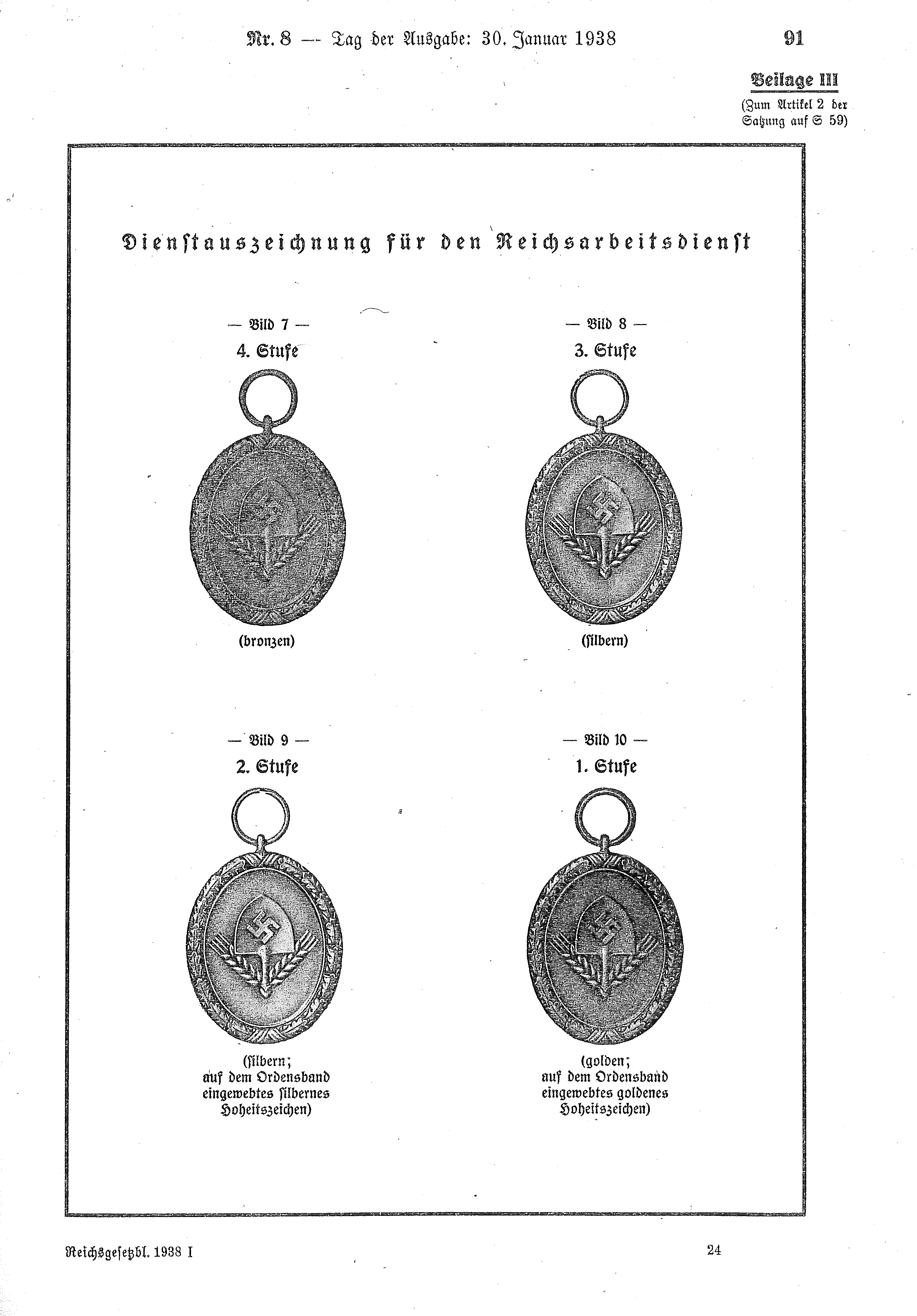
Voorgeschreven model voor de mannelijke jeugd

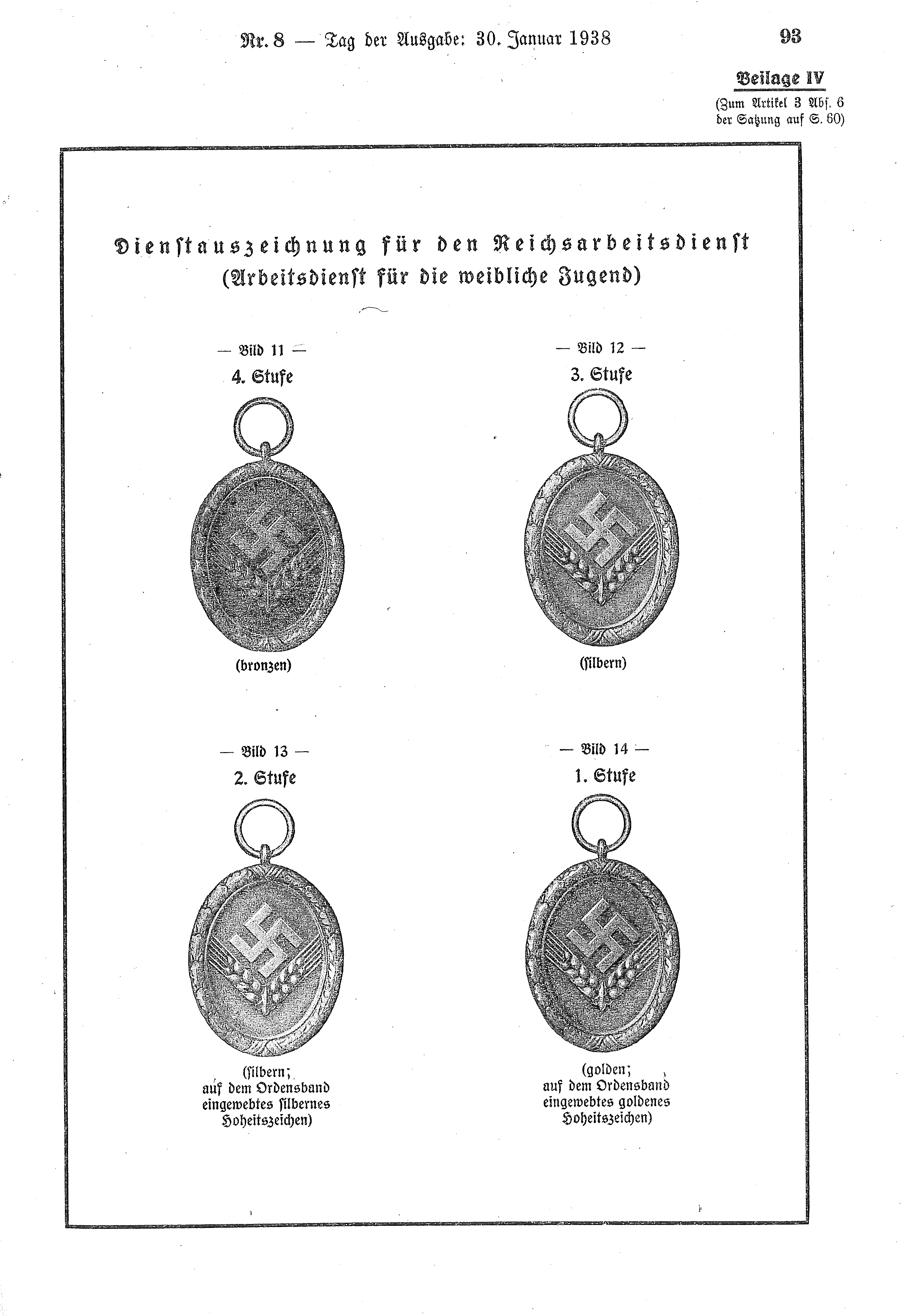
Voorgeschreven model voor de vrouwelijke jeugd.

De Dienstonderscheiding van de Rijksarbeidsdienst (Duits: Dienstauszeichnung für den Reichsarbeitsdienst) was een onderscheiding van het Duitse Rijk die op 30 januari 1938 door Adolf Hitler was ingesteld. Het gaat om een dienstonderscheiding zoals die in Duitsland al sinds de 19e eeuw bij dienstjubilea werd uitgereikt. In dit geval bestemd voor de medewerkers van de Reichsarbeitsdienst. Dat was een vorm van verplichte maatschappelijke dienstverlening die iedere jonge man voorafgaande aan de militaire dienst dwong om zes maanden voor de staat te werken. Het instellingsbesluit was door de "Führer und Reichskanzler" Adolf Hitler en de minister van Binnenlandse Zaken Wilhelm Frick ondertekend.

## De medailles
Het instellingsbesluit voorzag in vier graden:
- Medewerkers ontvingen na vier jaar de vierde graad.

Deze ovale, bronzen medaille droeg op de voorzijde het embleem van de Rijksarbeidsdienst, een schep met swastika en twee korenaren, in hoogreliëf. Op de keerzijde stond "Für treue Dienste im Reichsarbeitsdienst". 
- Medewerkers ontvingen na twaalf jaar de derde graad.

Deze ovale, zilveren medaille droeg op de voorzijde het embleem van de Rijksarbeidsdienst, een schep met swastika en twee korenaren, in hoogreliëf. Op de keerzijde stond "Für treue Dienste im Reichsarbeitsdienst".
- Medewerkers ontvingen na achttien jaar de tweede graad.

Deze ovale, zilveren medaille droeg op de voorzijde het embleem van de Rijksarbeidsdienst, een schep met swastika en twee korenaren, in hoogreliëf. Op de keerzijde stond "Für treue Dienste im Reichsarbeitsdienst". Op het lint was een zilveren "Hoheitszeichen", een adelaar met swastika in de klauwen, aangebracht.
- Medewerkers ontvingen na vijfentwintig jaar de eerste graad.

Deze ovale, gouden medaille droeg op de voorzijde het embleem van de Rijksarbeidsdienst, een schep met swastika en twee korenaren, in hoogreliëf. Op de keerzijde stond "Für treue Dienste im Reichsarbeitsdienst". Op het lint was een gouden "Hoheitszeichen", een adelaar met swastika in de klauwen, aangebracht.
De medailles voor medewerkers van de Reichsarbeitdienst der weiblichen Jugend (RAD/wJ) voor jonge vrouwen droegen medailles zonder afbeelding van een schep, maar met alleen swastika en korenaren.
De "gouden"en "zilveren" medailles zijn van verguld of verzilverd aluminium, verguld koper, verguld brons of verguld oorlogsmetaal. De 4e Klasse werd ook als bronzen medaille geslagen maar bronskleurige koperen, aluminium en zinken medailles komen ook voor.
Het ontwerp en productie was van de Berlijnse Egon Jantke uit Berlijn.

## Voorwaarden
De diensttijd in andere functies in "de beweging", dat was de NSDAP met haar vele organisaties maar ook in de Duitse strijdkrachten werd voor deze periodes meegerekend. Omdat de Rijksarbeidsdienst pas in 1934 was ingesteld is het tot het uitreiken van de tussen 1938 en 1943 uitgereikte 1e Klasse zelden gekomen. 

## Draagwijze
Alle versierselen werden door heren aan een korenblauw lint op de linkerborst gedragen. Na bevordering tot een hogere graad liet men het versiersel van de lagere graad weg, maar men mocht dat als aandenken houden. Meestal droeg men op uniformen kleine rechthoekige batons die bij dragers van de 1e en 2e Klasse met kleine zilveren en gouden adelaars waren versierd. Duitsers mochten de Dienstonderscheiding van de Rijksarbeidsdienst, de Dienstonderscheiding van de Wehrmacht en de Marine, de Dienstonderscheiding van de Luftwaffe en de Dienstonderscheiding van de SS naast elkaar dragen. Dames droegen hun medaille aan een strik op de linkerschouder.
Het korenblauwe lint was ook bij alle dienstonderscheidingen van landmacht, marine, luchtmacht en SS gebruikt. Deze traditie ging terug op het oude Pruisen waar de dienstonderscheidingen aan korenblauwe linten werden gedragen.

## De Dienstonderscheiding van de Rijksarbeidsdienst na de Tweede Wereldoorlog

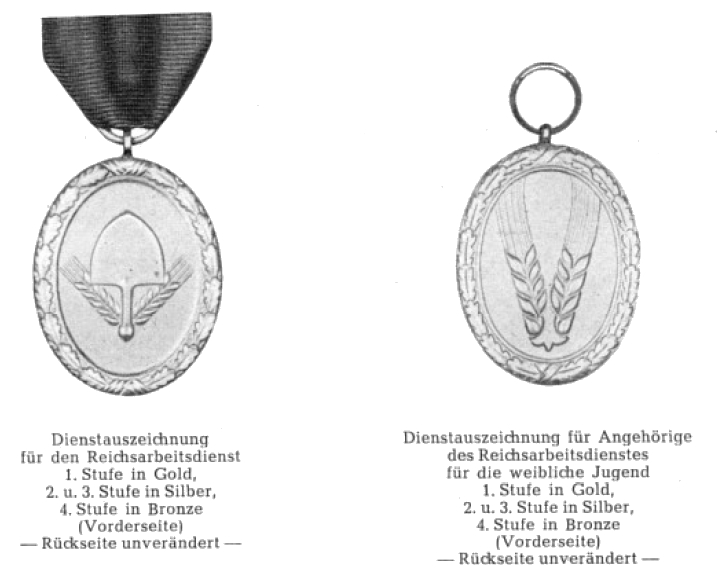
Voorgeschreven model van na 1957.

De vier geallieerden hebben na de bezetting van Duitsland het dragen van alle Duitse orden en onderscheidingen, dus ook die uit het Duitse Keizerrijk van vóór 1918, verboden. Dat verbod is in de DDR altijd van kracht gebleven. Op 26 juli 1957 vaardigde de Bondsrepubliek Duitsland een wet uit waarin het dragen van onderscheidingen met daarop hakenkruizen of de runen van de SS werd verboden. Het dragen van dit insigne werd net als het dragen van de Orde van Verdienste van de Duitse Adelaar en het Ereteken voor de 9e November 1923, de zogenaamde "Blutorden", streng verboden. Ook het verzamelen, tentoonstellen en afbeelden van de onderscheiding werd aan strenge regels gebonden. Een aantal onderscheidingen werd ontdaan van de hakenkruizen en soms van hakenkruis en adelaar. In deze gedenazificeerde uitvoering mochten sommige onderscheidingen worden gedragen. Ook met dit insigne is dat niet het geval. In 1957 publiceerde de Duitse regering een voorgeschreven model van de gedenazificeerde Dienstonderscheiding van de Rijksarbeidsdienst. 